# Alberto Rossel
Alberto Rossel (* 26. Januar 1978 in Talara, Peru) ist ein peruanischer Boxer im Halbfliegengewicht. 

## Profikarriere
Im Jahre 1998 begann er erfolgreich seine Profikarriere. Am 14. April 2012 boxte er gegen José Alfredo Rodríguez um den Interims-Weltmeistertitel des Verbandes WBA und siegte nach Punkten. Diesen Gürtel verteidigte er insgesamt viermal.
Am 8. Juli des Jahres 2014 wurde dem Normalausleger der volle Weltmeister-Status der WBA zugesprochen. Ende Dezember desselben Jahres verlor er diesen Gürtel allerdings bereits in seiner ersten Titelverteidigung gegen den Japaner Ryōichi Taguchi durch einstimmige Punktrichterentscheidung.